# Доспат (река)
Вижте пояснителната страница за други значения на Доспат.
Доспат (Доспатска река, Доспат дере, Рата и Сура) (на гръцки: Δεσπάτης, Деспатис) е река в България, области Пазарджик, Смолян и Благоевград и Гърция, област Източна Македония и Тракия, ляв приток на река Места. Дължината ѝ е 110 км, от които на българска територия – 96,2 км, която ѝ отрежда 29-о място сред реките на България. Названието Сура е тракийско и означава „река“.

## Географска характеристика

### Извор, течение, устие
Река Доспат извира на 1610 м н.в., на около 800 метра югозападно от връх Шипоко (Гюлтепе, 1643 м) във Велийшко-Виденишки дял на Западните Родопи. Първите 6 – 7 км протича в южна посока, след което завива на югоизток, като долината ѝ е дълбока, праволинейна и добре залесена. След село Побит камък навлиза в Доспатската котловина, голяма част от която е залята от водите на язовир „Доспат“. В този участък коритото ѝ е широко 6 – 8 м, с множество меандри, долината ѝ – 1,5 – 2 км, а дълбочината 1 – 1,5 м. След изтичането си от язовира реката завива на юг, преминава през къса теснина и навлиза от север в малката Барутинска котловина. След устието на най-големия си приток Сърнена река (Караджадере) Доспат завива на югозапад и навлиза в тесен пролом със стръмни и голи склонове. При разклона за селата Црънча и Бръщен прави завой на запад, след 3 км – на северозапад, а при устието на Осинска река – остър завой на юг. Оттук нататък долината ѝ добива проломен характер. На 1 км след устието на Кочанска река (Жижевска река), при гранична пирамида № 180 река Доспат достига до държавната граница и на протежение от 2 км по нея преминава границата между България и Гърция. На 1,6 км източно от село Туховища, Община Сатовча реката напуска границата и изцяло навлиза в гръцка територия като долината до устието ѝ запазва проломния си характер. До 1997 г. се е вливала отляво в река Места, на 366 м н.в., на 700 м югозападно от гръцкото село Борово (Потами), но сега при високи води на изградения на река Места язовир Черешовско езеро се влива в него северно от селото.

### Водосборен басейн, притоци
Площта на водосборния басейн на река Доспат на българска територия е 633,5 км2, което представлява 22,89% от водосборния басейн на река Места, само на българска територия.
- На югозапад и запад водосборния басейн на Доспат граничи с водосборните басейни на реките Бистрица, Канина и Златарица, леви притоци на Места и с още няколко по-малки нейни притоци.
- На север – с водосборния басейн на Чепинска река, десен приток на Марица.
- На североизток и изток – с водосборния басейн на река Въча, десен приток на Марица.
- На югоизток – с водосборните басейни на реките Памайр и Музден, леви притоци на Места.

Основни притоци: → ляв приток, ← десен приток
- → Бичково дере
- ← Бригадирско дере
- → Широк дол
- → Шовардере
- → Дермендере
- → Усойна
- → Оджово дере
- → Тахталийско дере
- → Сребрев дол
- → Караасаново дере
- → Кутленска дере
- → Буков дол (влива се в язовир „Доспат“)
- → Зимни дол (влива се в язовир „Доспат“)
- ← Кърваво дере (влива се в язовир „Доспат“)
- → Катачорлудере (влива се в язовир „Доспат“)
- → Богданов дол
- → Сърнена река (Караджадере, най-голям приток)
- → Младово дере
- ← Осинска река
- ← Кочанска река (Жижевска река)
- → Милу Рема (в Гърция)
- → Цацани Рема (в Гърция)
- → Керазлик (в Гърция)
- → Вати Рема (в Гърция)
- → Мелисомандрас (в Гърция)

### Хидроложки показатели
Подхранването на реката се разпределя както следва: подземно подхранване – 37%, дъждовно подхранване – 33%, снежно подхранване – 30%. Среден годишен отток при ХМС № 260 при град Доспат – 5,21 m3/s, като максимумът (около 85% от оттока) е в периода от декември до март, а минимумът – август.

## Етимология
В европейски карти от XVIII и XIX век Родопите са отбелязани като Despoto dagh, Dospada Jailasi, Dozpat Jaïlassi. Според „Българския етимологичен речник“ името е производно от деспот с о вместо е – или под влияние на вокалната хармония в турския език или вероятно от *дêспат, акащ говор. Вероятно е по името на деспот Алексий Слав, владял Западните Родопи в началото на XIII век. Сравнимо е и засвидетелстваното име на Родопите Славееви гори.

## Селища
По течението на реката в България са разположени 5 населени места, в т.ч. 2 града и 3 села, а в Гърция – 1 село:
- България

- Област Пазарджик

- Община Сърница – Медени поляни, Побит камък, Сърница;

- Област Смолян

- Община Доспат – Доспат, Барутин

- Гърция

- Област Източна Македония и Тракия

- ном Драма

- дем Неврокоп – Борово (Потами)

## Стопанско значение
Голяма част от водите на язовир „Доспат“ чрез подземен водопровод се прехвърлят във ВЕЦ „Тешел“ и след като се преработят се включват надолу в хидроенергийната каскада на река Въча.
През 2010 година стартира изграждането на каскада „Доспат“, която ще се състои от 8 язовира и ВЕЦа на територията на Община Доспат и Община Сатовча с обща мощност 7750 kW както следва:
- ВЕЦ 1 с кота 578,8, височина на стената 15 метра, ширина 80 метра и мощност на турбината 375 kW;
- ВЕЦ 2 с кота 595,0, височина на стената 15 метра, ширина 50 метра и мощност на турбината 375 kW;
- ВЕЦ 3 с кота 620,0, височина на стената 15 метра, ширина 50 метра и мощност на турбината 375 kW;
- ВЕЦ „Бръщен“ с кота 730 (водохващане) и кота 660 (ВЕЦ). Водата се отвежда до ВЕЦа посредством тръбопровод с дължина 2500 метра. Две турбини с обща мощност 1750 kW;
- ВЕЦ „Црънча“ с кота 930 (водохващане) и кота 770 (ВЕЦ). Водата се отвежда до ВЕЦа посредством тръбопровод с дължина 3000 метра. Три турбини с обща мощност 3000 kW;
- ВЕЦ 4 с кота 940,0, височина на стената 15 метра, ширина 50 метра и две турбини с обща мощност 625 kW;
- ВЕЦ 5 с кота 963,0, височина на стената 15 метра, ширина 50 метра и две турбини с обща мощност 625 kW;
- ВЕЦ 6 с кота 990,0, височина на стената 15 метра, ширина 50 метра и две турбини с обща мощност 625 kW.[4]

По долината на реката преминават участъци от два пътя от Държавната пътна мрежа:
- На протежение от 18,3 км от разклона за град Сърница до село Барутин участък от второкласен път № 37 Ябланица – Панагюрище – Пазарджик – Барутин;
- На протежение от 26,9 км от ДГС „Селище“ до път № 37, по левия бряг на реката, участък от третокласен път № 843 Велинград – Сърница – Доспат.

В реката се среща балканска пъстърва, мряна, речен кефал и други по-малки риби, а преди построяването на Черешовското езеро се е срещала и европейска змиорка.
Бреговете на язовир „Доспат“ предоставят прекрасни условия за лагеруване и къмпингуване на хилядите любители на красивата и чиста природа в района.

## Топографска карта
- Лист от карта K-34-84. Мащаб: 1 : 100 000.
- Лист от карта K-35-73. Мащаб: 1 : 100 000.
- Лист от карта K-35-85. Мащаб: 1 : 100 000.